# Edward Applebaum
Edward Everest Applebaum (* 28. September 1937 in Los Angeles) ist ein US-amerikanischer Komponist, Musikpädagoge und Psychologe.

## Leben
Applebaum studierte bis 1966 Musik an der University of California, Los Angeles bei Henri Lazarof und Lukas Foss, außerdem an der Königlichen Musikhochschule Stockholm bei Ingvar Lidholm. Er hatte Professuren für Musik an der University of California, Santa Barbara, der Florida State University, der Edith Cowan University in Australien und der Rice University inne und erhielt als Lehrer und Komponist u. a. Auszeichnungen des National Endowment for the Arts, der Ford Foundation, der Rockefeller Foundation, der American-Scandinavian Foundation und des Australian Research Council.  Daneben erwarb er einen Doktorgrad für klinische Psychologie am Pacifica Graduate Institute und wurde vom National Institute of Mental Health ausgezeichnet. Seine Kompositionen wurden in den USA und Europa, in Israel, Japan und Australien aufgeführt. Mit seiner Zweiten Sinfonie gewann er den Friedheim Award in Music Composition des Kennedy Center.